# Antoni van Leeuwenhoekziekenhuis

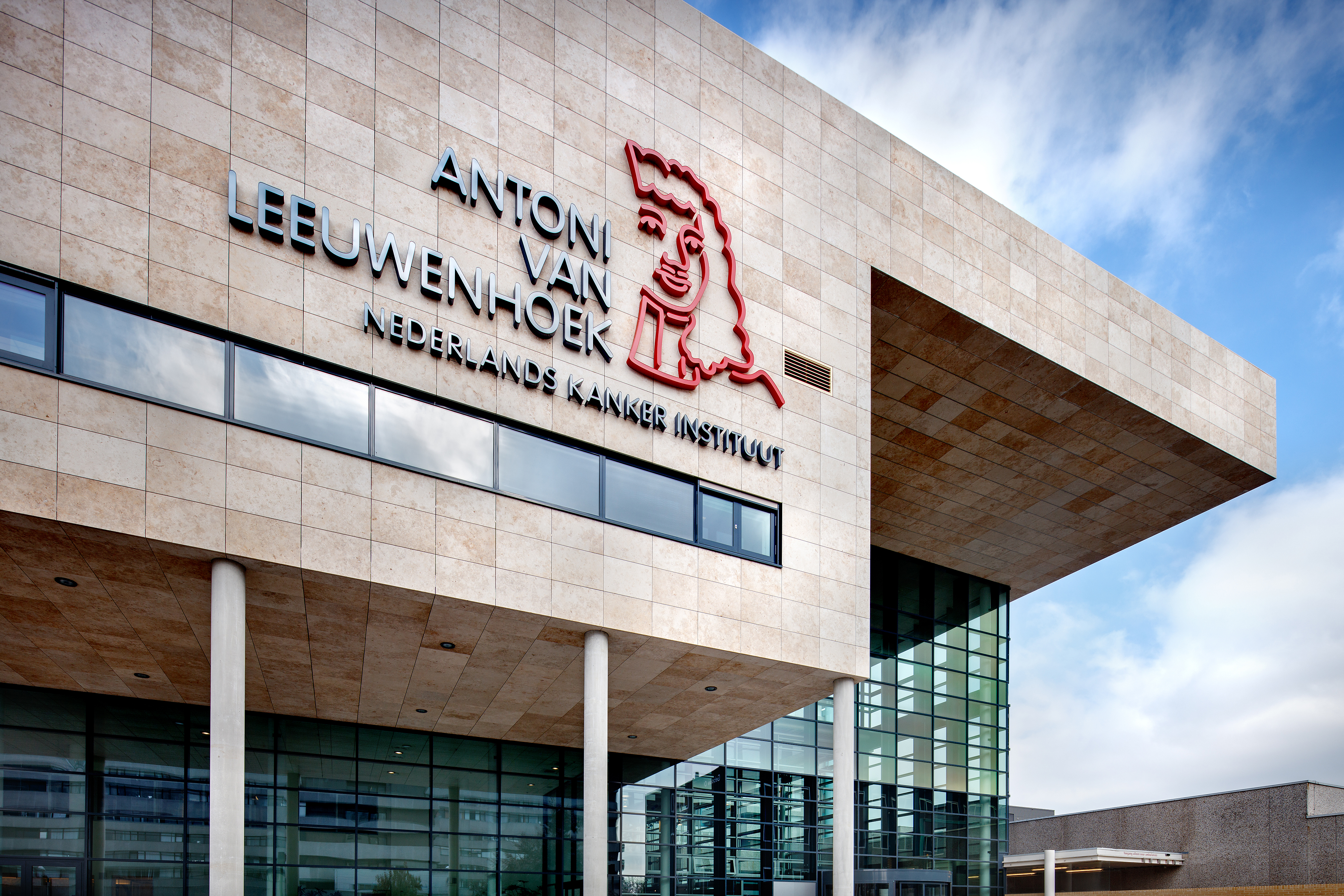
Het Antoni van Leeuwenhoek in 2018

Het Antoni van Leeuwenhoek is een ziekenhuis en onderzoeksinstituut in Amsterdam dat is gespecialiseerd in oncologie: diagnose en behandeling en wetenschappelijk onderzoek van kanker. Het Antoni van Leeuwenhoek bevindt zich in de wijk Slotervaart aan de Plesmanlaan naast de bloedbank (Sanquin) en het voormalige Slotervaartziekenhuis.
Het ziekenhuis is vernoemd naar Antoni van Leeuwenhoek (1632-1723), die in de medische wereld vooral bekend is als een van de eersten die successen behaalde met de microscoop.
Het Antoni van Leeuwenhoek is het enige door de Organisation of European Cancer Institutes aangewezen Comprehensive Cancer Center in Nederland, voor kankerzorg en onderzoek. 

## Geschiedenis
Het initiatief voor de oprichting van het ziekenhuis werd in 1913 genomen door de chirurg en hoogleraar Jacob Rotgans, de uitgever J.H. de Bussy en de in de pathologie gespecialiseerde hoogleraar W.M. de Vries. Direct na de oprichting van het Nederlands Kanker Instituut (NKI) werd een actie op landelijk niveau gevoerd om geld in te zamelen voor de oprichting van een nieuw oncologisch instituut. Op 26 mei 1914 was er 315.000 gulden ingezameld, dat gedeeltelijk werd geïnvesteerd in de oprichting van een kliniek met de naam "Antoni van Leeuwenhoek-huis" aan de Keizersgracht. Hier konden aanvankelijk maximaal zeventien patiënten worden verzorgd.
In 1929 verhuisde de organisatie naar het voormalige Militaire Hospitaal aan de Sarphatistraat in Amsterdam. In 1973 verhuist het ziekenhuis naar het nieuwe gebouw aan de Plesmanlaan in Slotervaart, speciaal ontworpen voor het AVL. Het laboratorium verhuist 6 jaar later.

## Bekende (oud-)medewerkers
- Jacob Rotgans
- Daniel (Daniël) den Hoed
- Willem Wassink
- Jonas Castelijns